# Championnat du Pays de Waes
Le Championnat du Pays de Waes (Kampioenschap van het Waasland) est une course cycliste belge. Elle se déroule au mois de juin sur un circuit tracé autour de l'ancienne commune de Belsele, dans la province de Flandre-Orientale.

## Palmarès depuis 2008
| Année     | Vainqueur              | Deuxième            | Troisième                 |
| --------- | ---------------------- | ------------------- | ------------------------- |
| 2008      | Detlef Moerman (nl)    | Job Vissers         | Bjorn Coomans             |
| 2009      | Nico Kuypers           | Bjorn Meersmans     | Kim Borry                 |
| 2010      | Aidis Kruopis          | Joeri Stallaert     | Nicky Cocquyt             |
| 2011      | Thomas Ongena          | Joeri Calleeuw      | Guy Smet                  |
| 2012      | Rutger Roelandts       | Wouter Daniels      | Joeri Calleeuw            |
| 2013      | Moreno De Pauw         | Dries Vannevel      | Jori Van Steenberghen     |
| 2014      | Alexander Maes         | Maxime Farazijn     | Francesco Van Coppernolle |
| 2015      | Benjamin Verraes       | Egidijus Juodvalkis | Lawrence Naesen           |
| 2016      | Patrick Van Roosbroeck | Kristof D'Hollander | Pauwel Verhulst           |
| 2017      | Brecht Dhaene          | Ylber Sefa          | Kevin Suarez              |
| 2018      | Niels De Rooze         | Axel Flet           | Lennert Teugels           |
| 2019      | Pieter Jacobs          | Joren Segers        | Arne De Groote            |
| 2020-2021 |                        |                     |                           |
| 2022      | Lander Loockx          | Ylber Sefa          | Xander Stoopen            |
| 2023      | Peder Dahl Strand      | Corné van Kessel    | Alon Yogev                |
| 2024      | Christiaan van Rees    | Tom Timmermans      | Arne Santy                |
| 2025      | Rico van Damme         | Joppe Sterck        | Jarne van de Ven          |